# Germandrée petit-chêne
Teucrium chamaedrys
Espèce
Classification phylogénétique
La Germandrée petit-chêne (Teucrium chamaedrys) est une espèce de plantes à fleurs de la famille des Lamiacées. C'est une plante herbacée vivace qui affectionne les terrains calcaires secs.

## Description
C'est une plante vivace gazonnante, ligneuse à la base, jusqu’à 30 cm. Les tiges sont nombreuses, plus ou moins dressées, velues. 
Les feuilles de 1 à 3 cm, brièvement pétiolées, sont vert sombre, luisant dessus, fortement crénelées. 
Les fleurs sont verticillées en tête terminale. Les bractées sont plus courtes que les fleurs. Les corolles sont violet rosâtre. 
La floraison a lieu de juillet à septembre.

## Répartition et habitat
La plante se trouve dans presque toute l'Europe, sauf dans le nord.
On la trouve dans des pelouses calcaires sèches, des bois thermophiles ou des éboulis.

## Synonymes
- Chamaedrys officinalis Moench
- Monochilon rubellus Dulac
- Teucrium officinale Lam.

### Caractéristiques
- Organes reproducteurs
  - Couleur dominante des fleurs : rose
  - Période de floraison : juin-octobre
  - Inflorescence : glomérules spiciformes
  - Sexualité : hermaphrodite
  - Ordre de maturation : protandre
  - Pollinisation : entomogame, autogame
- Graine
  - Fruit : akène
  - Dissémination : épizoochore
- Habitat et répartition
  - Habitat type : pelouses basophiles médioeuropéennes
  - Aire de répartition : méditerranéen(eury)

Données d'après : Julve, Ph., 1998 ff. - Baseflor. Index botanique, écologique et chorologique de la flore de France. Version : 23 avril 2004.

## Pharmacologie
Sous le nom de chamoedrys, ses feuilles pouvaient être un des multiples constituants de la thériaque de la pharmacopée maritime occidentale au XVIIIe siècle . Les parties aériennes furent un temps utilisées dans le cadre de régimes amaigrissant avant d'être interdites de vente en France et en Allemagne car hépatotoxiques (toxicité hépatique due à des composés phytochimiques de la famille des diterpènes appelés clerodanes), notamment chez les personnes carencées en glutathion peroxydase du fait du jeûne. Cette hépatotoxicité fut à l'origine d'hépatites aiguës cytolytiques.